# Бенн, Морис
Морис Бенн (англ. Maurice Benn; род. 9 ноября 1946, Уолсенд, Тайн-энд-Уир) — британский легкоатлет, выступавший в беге на средние и длинные дистанции. Участник летних Олимпийских игр 1968 года.

## Биография
Морис Бенн родился 9 ноября 1946 года в британском городе Уолсенд.
Выступал в легкоатлетических соревнованиях за «Хитон Харриерз» из Ньюкасл-апон-Тайна.
В 1968 году вошёл в состав сборной Великобритании на летних Олимпийских играх в Мехико. В беге на 1500 метров занял в четвертьфинале 8-е место, показав результат 3 минуты 56,43 секунды и уступив 8,76 секунды попавшему в полуфинал с 5-го места Норму Треризу из Канады.
Выступал на национальном уровне в беге на 10 000 метров и на 1 милю.

## Личный рекорд
- Бег на 1 милю — 3.59,80 (1968)[1]